# Березюк-Волошина Ніна Глібовна
Ніна Глібівна Березюк-Волошина (27 липня 1913 року в с. Підріжжя, нині Ковельського району Волинської області — 1971, Нововолинськ, Волинська обл.) — діячка українського національно-визвольного руху.

## Життєпис
Народилася у родині Левицьких, представники якої згадуються принаймні з 1703 року, коли правили в одному з храмів Луцька. Батько Ніни, Гліб Левицький — протоієрей, правив в церкві с. Басів Кут, по війні у церкві с. Пересопницяі є племінником Модеста графа Рогулі-Левицького. Матір — Зінаїда Флеєрович. В родині було четверо дітей, окрім Ніни, ще Любов, Олена та Наталка. Остання виїхала з чоловіком до Америки.
1933 року Ніна закінчила Рівненську гімназію, де і познайомилась зі своїм майбутнім чоловіком Ростиславом. Одружилися в 1935 році. Мали двоє дітей — доньку Інну (17.09.1937 р.н.) та сина Андрія (15.10.1943 р.н.), який помер у 1947 році. Ніна була членом ОУН, зв'язковою члена УГВР Ніла Хасевича . «Домаха» (псевдо Ніни Волошиної)була арештована органам и УНКДБ 17 січня 1946 року. В протоколах допитів вказано, що з жовтня 1941 року працювала секретарем у «Жіночій службі України». З 1942 році в УПА.

Крім того, Березюк-Волошина оповіла про дружбу між її чоловіком та повстанським художником — графіком Нілом Хасевичем, який опікувався нею, після народження сина і до листопада 1944 року. У одному з листів, написаних у підпіллі, Н. Хасевич згадував, що Ростислав Волошин має передати його роботи за кордон, також переймався тим, що не може виконати його портрет по пам'яті.
|  | Отримати світлину Горбенка я вже не маю надії… доведеться заспокоїтися і відкласти цю справу до кращих часів. Зле, ця людина дуже і дуже заслужена, і багато зробила для Волині. |

10 червня 1946 року засуджена на 10 років та на 5 років позбавлення прав з конфіскацією майна. Відбувала покарання в Мордовській АРСР, поселення Явас ЛК п\я 385\6. З 1957 року проживає у місті Нововолинську, (колишня вул. Ковпака 9. кв. 4. з 1967 року колишня вул. Енгельса 9 кв. 4). В 1971 році померла та похована на міському кладовищі в районі мікрорайону Шахтарській у лівій частині старого цвинтаря). Реабілітована 31 грудня 1991 року.
В 2014 році знято фільм на Волинському телебаченні «Ростислав Волошин», де розповідається про Ніну (див. в YTUBE).

Ось що пише професор Носов Ю. Р. в журналі «Ехо планети», Москва, в 10 номері за 2000 рік. Мова оригіналу:
|  | Рядом фото его невесты и будущей жены Нины: огромные глаза, мягкая округлость подбородка, завораживающая полуулыбка полных губ и чувственные ноздри - шляхетская порода не склонна таиться. И еще раз она же на маленьком фото для паспорта после десяти лет мордовских лагерей: заостренность, жесткость, непримиримость. От исторических параллелей не уйти - вот она Марина Мнишек ХХ века: блистательность, характер, трагическая судьба. У Пушкина в "Борисе Годунове" мы видим лишь первое и второе, а третье Марина познала после разгрома и изгания поляков из Москвы, когда оказалась среди немногих, оставшихся в живых и сбежавших на Волгу; проплывали они в невдалеке от будущего мордвлага. |